# Гогричиани, Гоча Ласикович
Го́ча Ла́сикович Гогричиа́ни (груз. გოჩა ლასიკის ძე გოგრიჭიანი; род. 12 августа 1964, Сухуми) — советский и грузинский футболист, нападающий. Наиболее известен по выступлениям за российский клуб «Жемчужина» (Сочи).

## Карьера

### Клубная
Выпускник футбольной школы тбилисского «Динамо». Играл за юношескую сборную СССР.
Начинал играть в «Динамо» (Тбилиси) при Нодаре Ахалкаци. Однако мастеровитый тренер из-за высокой конкуренции ставил игрока не в центр нападения, а на правый край полузащиты, где юному футболисту оказалось трудно себя проявить.
В 1989 году принял приглашение выступать за команду из родного города «Динамо» (Сухуми), вместе с которой завоевал право играть в первой лиге СССР. В 1990 году, после решения федерации футбола Грузии выйти из союзного чемпионата, играл за клуб «Цхуми» на позиции центрального нападающего.
В 1992—93 годах выступал за сочинскую «Жемчужину», в 1992 году выиграл турнир бомбардиров западной зоны первой лиги. В высшей лиге России дебютировал 7 марта 1993 года в домашнем матче «Жемчужины» против нижегородского «Локомотива» (1:1). В этом же матче забил свой первый гол в высшей лиге. В том сезоне был лидером спора бомбардиров высшей лиги после первого круга, но не доиграв сезон в России, уехал на Кипр.
Играть на Кипр его пригласил лично президент «Омонии» Илияпулос, который спустя месяц после приезда Гогричиани разбился насмерть в автокатастрофе. Как признавался сам футболист, на Кипр он приехал с травмой — двойной разрыв связок на правой ноге. Однако желание играть, просьбы болельщиков и уровень чемпионата позволил ему выходить на поле и забить в 1-м круге 11 мячей (из них 10 — левой ногой). Всего в сезоне 1993/94 забил 19 мячей, что позволило стать вторым бомбардиром чемпионата Кипра.
За время выступлений на Кипре дважды участвовал в еврокубках: 2 игры и 1 гол за «Омонию» в Кубке Кубков 1994/95 и 1 игра в Кубке Интертото 1995 за «Неа Саламину».
После трёх сезонов на Кипре вернулся в «Жемчужину», затем выступал за нижегородский «Локомотив» и клубы низших лиг. Всего в высшей лиге России сыграл 102 матча, забил 35 голов.
Является рекордсменом сочинской «Жемчужины» по количеству забитых голов — 72 (31 в высшей лиге).

### В сборной
За сборную Грузии сыграл 8 матчей и забил 2 гола, в том числе один из голов в победном матче с Уэльсом (5:0) в ноябре 1994 года.

## После карьеры
После окончания карьеры входил в тренерский штаб «Жемчужины». Живёт в Сочи. Тренирует местную любительскую команду «Источник».
Сын Гоча (2000 г. р.) — футболист, игрок «Орла».